# Grbovi dalmatinskog komunalnog plemstva – Z
Za grbove dalmatinskog komunalnog plemstva ne vrijede zakoni heraldike zbog posebnih uvjeta nastanka i vlasnika istih. Grbovi dalmatinskog komunalnog plemstva pripadaju krugu talijanskog komunalnog plemstva gdje je tradicija opisivanja s gledišta promatrača.
Grbovi s početnim slovom  Z

## Grbovi
| Grb | Kuća i opis grba |
| --- | --- |
|     | Zakaria (Zadar) Titula: (HR) Plavo polje podijeljeno vodoravnom zlatnom gredom. Gore tri zlatna ljiljana, dolje zlatno stablo s dvije grane i korijenom. [1/54] |
|     | Zanetić (Zadar) Titula: (HR) Na plavom polju zlatni leopard koji stoji na zelenom tlu, iznad leoparda zlatni ležeći polumjesec. [1/55] |
|     | Zanić (Pag) Titula: Paško plemstvo (HR) Crtež grba [3/20] |
|     | Zavoreo (Šibenik) Titula: - (HR) Podjela na četvrtine.1četvrtina na crvenom polju srebreni orao (Poljski grb), 2 četvrtina vodoravna podjela, gore na crvenom polju dva uspravna zelena lista vinove loze povezana srebrenom granom, dolje na zelenom polju crveni grozd povezan s granom s gornjeg polja (Štafileo), 3 četvrtina na plavom polju tri zlatne glave lava okrunjene zlatnim krunama (grb Dalmacije), 4 četvrtina lijevom dijagonalom, gore polovina zlatnog lava, dolje tri para okomitih greda crvene i srebrene. [1/55] - (HR) Podjela lijevom kosom crvenom gredom, gore polovina zlatnog lava, dolje tri para okomitih greda crvene i srebrene. [2/25] |
|     | Zečić, Zeković, Leporini (Hvar) Titula: - (HR) Vodoravna podjela. Gore na plavom polju srebreni zec u trku glavom okrenut u desno, dolje na srebrenom polju tri lijevo kose crvene grede. [1/35, 2/13] - (HR) Vodoravna podjela. Gore na plavom polju srebreni zec u trku, dolje tri para lijevo kosih greda, crvene i zlatne. [1/35, 2/13] |